# 亚伦·盖特
亚伦·盖特（英語：Aaron Gate，1990年11月26日—）是一名新西兰男子公路和场地自行车运动员，2020年开始为Black Spoke Pro自行车学院队效力。
他在2012年夏季奥林匹克运动会团体追逐赛项目上赢得一枚铜牌。四年后他参加2016年里约奥运会，在男子团体追逐赛铜牌赛上不敌丹麦队获得第四名。